# خربة الكافر
خربة الكافر قرية سوريّة تتبع إداريّاً لمحافظة حلب منطقة عين العرب ناحية صرين، بلغ تعداد سكانها 212 نسمة حسب التعداد السكاني لعام 2004.